# تیل شوماخر
تیل شوماخر (انگلیسی: Till Schumacher؛ زادهٔ ۱۰ دسامبر ۱۹۹۷) بازیکن فوتبال اهل آلمان است.
از باشگاه‌هایی که در آن بازی کرده‌است می‌توان به باشگاه فوتبال بوهمیانس ۱۹۰۵ اشاره کرد.
وی همچنین در تیم‌های ملی فوتبال جوانان آلمان، جوانان آلمان، و زیر ۲۰ سال آلمان بازی کرده‌است.